# 毛颖芨芨草
毛颖芨芨草（学名：Achnatherum pubicalyx）为禾本科芨芨草属下的一个种。該物種分佈於黑龙江、吉林、内蒙古、青海、秦岭东段的陕西、山西、河北、朝鲜海拔600-2700米的地方。

## 扩展阅读
- 維基物種上的相關：毛颖芨芨草